# Liriomyza madridensis
Liriomyza madridensis är en tvåvingeart som beskrevs av Spencer 1984. Liriomyza madridensis ingår i släktet Liriomyza och familjen minerarflugor.
Artens utbredningsområde är Colombia. Inga underarter finns listade i Catalogue of Life.